# Eilean Shona
Eilean Shona (in gaelico: Eilean Seòna) è un'isola di marea in Loch Moidart, Scozia.
Il nome in origine era il gaelico Arthràigh, che significa isola di riviera, simile alla derivazione dell'Isola di Erraid.
È stata affittata negli anni '20 allo scrittore James Matthew Barrie.
Attualmente è di proprietà di Robert Devereux che la acquistò nel 1995 per una somma si pensa attorno agli 1,3 miliardi di sterline.